# Zwemparadijs
Zwemparadijs is een Nederlandse korte film uit 2009 die is geproduceerd door Bos Bros. in het kader van Kort! 9. De regisseur is Lodewijk Crijns.

## Verhaal
Zwemparadijs speelt zich af in een tropisch zwembad en laat zien hoe Anne en Lotte hun dag zonder ouders in het zwembad doormaken. De vriendinnen hebben het erg leuk samen maar komen voor een paar ongemakkelijke situaties te staan waar ze met hun tienjarige leeftijd nog niet goed weten hoe hier mee om te gaan.
De film toont een opeenvolging van situaties waar de meisjes geconfronteerd worden met seksuele grapjes, pesterijen en scheldpartijen. In het bubbelbad vraagt een ouder meisje of ze geil worden van een van de jongens, als ze van de glijbaan afgaan wordt de doorgang geblokkeerd door een stel baldadige jongens en in het kleedhokje kijkt een van de oudere jongens over de rand heen waarna hij met veel gescheld door zijn vrienden terecht wordt gewezen.
De film laat zien dat de meisjes voor elkaar opkomen en zich samen met goede moed door de situaties heen slaan. Want al lijken de situaties niet altijd leuk, ze willen graag volgende week weer gaan.

## Rolverdeling
- Marieke van Lindhout - Anne
- Sem de Vlieger - Lotte
- Loek Peters - badmeester
- Barbara la Brie - moeder van Anne

## Trivia
- De twee kinderen heten Anne en Lotte en zijn kennelijk genoemd naar de schrijfsters. Dat zijn ook de namen van de kinderen uit De Tweeling van Tessa de Loo.